# 299785 Alexeymolchanov
299785 Alexeymolchanov è un asteroide della fascia principale. Scoperto nel 2006, presenta un'orbita caratterizzata da un semiasse maggiore pari a 2,9074980 au e da un'eccentricità di 0,0124741, inclinata di 1,88152° rispetto all'eclittica.